# Eugène Belgrand

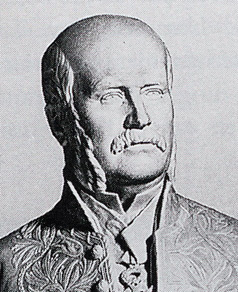
Belgrand

Marie François Eugène Belgrand (* 23. April 1810 in Ervy-le-Châtel; † 8. April 1878 in Paris) war ein französischer Bauingenieur, bekannt für seine Erneuerung des Pariser Abwassersystems und der Wasserversorgung von Paris.

## Leben
Belgrand studierte ab 1829 an der École polytechnique und an der École Nationale des Ponts et Chaussées. Gleich nach seinem Abschluss 1832 erkannte er anlässlich eines Hochwassers bei einer Brücke, die er gerade baute, die Bedeutung der Geologie für das Bauingenieurwesen und seine hydrologischen Kenntnisse, die er später beim Bau der Wasserversorgung von Avallon (ab 1845) zu so großem Vorteil anwandte, dass er die Aufmerksamkeit von Georges-Eugène Haussmann gewann. Er holte das Wasser aus 4 km Entfernung heran, wobei er einen Höhenunterschied von 88 m (damals ein Rekord) überwinden musste, und verwendete wie die Römer Kalkmörtel in den Wasserversorgungsleitungen. Seine umfangreichen hydrologischen Studien im Seine-Becken fasste er später in Büchern zusammen. Belgrand gilt in Frankreich als Begründer der Hydrologie im modernen Sinn. Er befasste sich auch mit der Geologie des Pariser Beckens und stellte paläontologische Untersuchungen an.
1852 wurde Belgrand leitender Ingenieur für die Seine von Paris bis Rouen. 1855 wurde er von Haussmann, der die Stadt Paris zwischen 1852 und 1870 im Auftrag von Napoleon III. modernisierte, zur Erneuerung der Wasserversorgung und der Abwässersysteme von Paris herangezogen, zu deren Direktor er 1867 ernannt wurde. Sein Neubau und seine Modernisierung des Pariser Abwassersystems hat noch heute Bestand und auch hier folgte er in der großzügigen Anlage römischem Vorbild (Cloaca Maxima in Rom). Bis 1878 waren 600 km gebaut.
Für die Versorgung mit Frischwasser baute Belgrand ein System von Aquädukten, die er nach römischen Vorbildern studiert hatte (er veröffentlichte darüber ein Buch). Er leitete den Bau des Aqueduc de la Dhuis, dass das Wasser 130 km von Pargny-la-Dhuys bis zum Reservoir von Ménilmontant in Paris bei nur 20 m Gesamtgefälle leitet. 1865 wurde es fertiggestellt nach drei Jahren Bauzeit. Anschließend baute Belgrand das Aqueduc de la Vanne mit 156 km Länge von den Flüssen Vanne zum Reservoir von Montsouris, das er ebenfalls baute. Baubeginn war 1866, die Fertigstellung 1874. Mit seinen Maßnahmen verdoppelte er das pro Kopf in Paris zur Verfügung stehende Frischwasser und vervierfachte die Anzahl der Häuser mit fließendem Wasser.
Auf Belgrand ist schließlich auch der Bau eines zweiten Frischwassernetzes in Paris zurückzuführen, das nur grob gereinigtes Wasser (eau brute) aus der Seine und der Ourcq enthält und das in Paris bis heute für die Bewässerung öffentlicher Grünflächen, die Versorgung von Seen und Wasserläufen in den Parks und die Straßenreinigung verwendet wird.
Belgrands Name ist einer der 72 Namen auf dem Eiffelturm. Eine Straße in Paris ist nach ihm benannt.

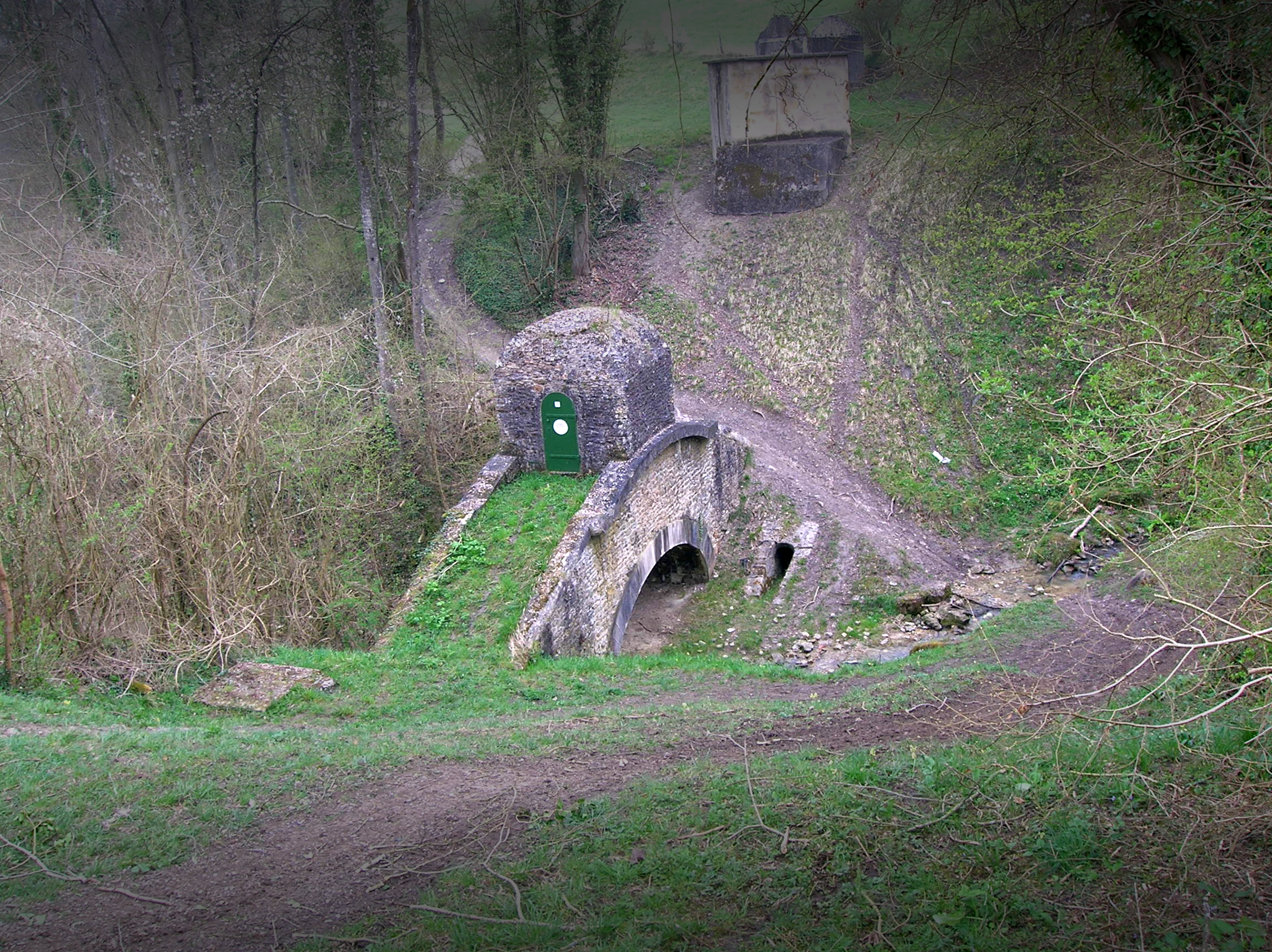
Teil des Aquädukts von Dhuys

Aquädukt von Vanne

1871 wurde Belgrand Mitglied der Académie des sciences.

## Schriften
- Les travaux souterrains de Paris, 5 Bände, Paris, Dunod 1872–1887
- Les aqueducs romains, 1875
- Mémoire sur les études hydrologiques de la partie supérieure du bassin de la Seine, 1846
- La Seine, études hydrologiques, 1872
- La Seine. Le Bassin parisien aux âges antéhistoriques, 1869
- Étude préliminaire sur le régime des eaux dans le bassin de la Seine, 1873